# Hanns Martin Schleyer
Hanns Martin Schleyer (1. května 1915 Offenburg – 18. října 1977 na neznámém místě v severní Francii) byl německý manažer. Od studentských let přesvědčený nacista dosáhl nakonec hodnosti SS-Untersturmführer. V letech 1941–1945 působil v protektorátu Čechy a Morava. Za Pražského povstání uprchl, tři roky byl internován Američany. Mezi lety 1973 a 1977 byl prezidentem Německého svazu zaměstnavatelů (Bundesvereinigung der Deutschen Arbeitgeberverbände), v roce 1977 se současně stal předsedou Federace německého průmyslu (Bundesverband der Deutschen Industrie). Na podzim roku 1977 byl unesen a posléze 18. října zavražděn levicovými teroristy z Frakce Rudé armády. Únosem a vraždou vrcholí v roce 1977 události známé jako Německý podzim. Po Schleyerově smrti upadla v zapomnění jeho angažmá v Hitlerjugend a v SS a v Německu se mu dostalo řady poct: vznikla Nadace každoročně udělující cenu Hannse Martina Schleyera, sportovní hala ve Stuttgartu nese také jeho jméno.

## Život
Narodil se v bádenském Offenburgu do nacionálně konzervativní rodiny. Jeho otec byl soudce, praprastrýc Johann Martin Schleyer byl respektovaný katolický kněz a tvůrce jazyka Volapük. Začal studovat práva v roce 1933 na univerzitě v Heidelbergu, kde vstoupil do studentského spolku Corps Suevia. V roce 1939 získal doktorát v Innsbrucku. Od mládí byl přívržencem nacionálního socialismu. Po dvou letech strávených v Hitlerjugend, mládežnické organizaci NSDAP, vstoupil 1. července 1933 do SS (Nr. 221.714) v hodnosti SS-Untersturmführer (poručík). Během studia byl účasten v nacistickém studentském hnutí, tehdy byl jedním z jeho mentorů studentský předák Gustav Adolf Scheel.